# Lima Gris
Lima Gris es un medio de comunicación virtual que cubre noticias respecto a Lima Metropolitana, la capital y ciudad más grande del Perú. Fue inaugurada en 2009, luego de su primera presentación como revista mensual en 2005.

## Descripción
La revista física se presentó por primera vez en 2005 en una etapa preliminar.
Años después, la revista virtual se estrenó en 2009, bajo dirección de Edwin Cavello Limas. En la versión web, el medio afirma que «no se inclina ni apoya» a las facciones de la política peruana, haciendo crítica tanto a la izquierda liberal como a la derecha conservadora peruana. También realiza coberturas sobre las manifestaciones artísticas del país.
Debido a su lanzamiento virtual, la revista impresa se refundó en 2011. Destacan las portadas del sexto número en 2014 a Eloy Jáuregui; el séptimo en 2014, dedicado a Enrique Polanco; la decimocuarta en 2018, sobre Olivia Arévalo; y la decimoctava en 2018 en colaboración con asociaciones de Azul (Argentina). Además, la revista contó con su programa radial y su propio espacio en el canal de prensa alternativa Nacional TV.
Cavello Limas fue premiado el 26 de octubre de 2022 por el Colegio de Periodistas del Perú por el trabajo investigativo político de Lima Gris junto a otros medios como Willax y Expreso.